# 纳吉·伊姆雷
纳吉·伊姆雷（匈牙利語：Nagy Imre；1896年6月7日—1958年6月16日），匈牙利政治家，匈牙利劳动人民党主要领导人之一，曾两度出任部长会议主席（总理）。

## 生平

### 早年
纳吉出身于农民家庭，曾为锁匠，第一次世界大战中，1915年被应征到奥匈帝国军队中去服役，于东线作战。1917年被沙俄军队俘虏。俄国十月革命后，1918年在苏俄加入共产党。1921年返回匈牙利，他曾于贝拉·昆的政府中短暂任职。1927年被捕，1928年流亡奥地利，1930年移居苏联，主力农业研究，在布哈林手下的一个国际农业研究院工作。同时为第三国际工作。在斯大林进行大清洗期间，包括贝拉·昆在內的不少匈牙利共产党员都「无故失踪」，纳吉因与布哈林的关系也曾短暂被捕，但最终侥幸逃过一劫，期间曾为内务人民委员会担任线人。1944年11月，纳吉随苏联红军返回匈牙利。担任匈牙利临时政府农业部长，后又担任过内务部长、议长，并当上政治局委员。

### 共产党政权任职
1948年，匈牙利进行农业社会主义改造。纳吉反对匈牙利劳动人民党全国农村开展农业合作化运动的决定。1949年9月，匈牙利劳动人民党中央全会批判纳吉犯有“布哈林倾向”的错误，撤销了其政治局委员的职务。纳吉作了检讨，在中央全会上承认自己在农业合作化等一系列问题上犯有错误，表示愿意悔改。匈牙利劳动人民党中央接受了纳吉的检讨，决定保留他的中央委员职务。
1953年7月，纳吉出任部长会议主席（总理），宣称“党的政策已全面失败”，“五年计划所提的目标在许多方面是我们无力实现的”，提出了一条新路线：“农业合作化速度必须放慢，办得不好的合作社将予以解散，农民可以退出合作社，富农可以收回上交给国家的土地。”“我们甚至愿意在多数农民要求个体生产的情况下，可以取消合作社。”“在我们经济生活的其他领域中也表明有必要进行改革”等等。对司法机关、警察机关以及地方委员会，应“对受委屈、提出申诉的人进行彻底平反”，“政府将本着宽恕精神释放所有罪行轻、不危及国家与民众安全的罪犯”。“知识分子受到攻击和凌辱，不信任和毫无根据的清洗，使知识分子和我们疏远起来。法制遭受严重破坏”。纳吉新路线贯彻落实后，到1955年初，全国729个农业合作社解散，其余合作社中的农民纷纷退社，农村集体经济遭到瓦解；私营商店纷纷恢复营业。小手工业与个体生产数目激增；大批犯人从监狱、集中营里释放出来，逃往国外的匈牙利人陆续回国；布达佩斯的夜总会重新开放。纳吉在1953年下半年和1954年宣布提高工资，但由于生产萎缩，劳动生产率下降，造成物价飞涨，群众生活水平反而下降。

### 首次失势
1955年3月，匈牙利劳动人民党中央通过决议，指出“纳吉是反党、反马克思主义的右倾机会主义者”；1955年7月，撤销了纳吉党内外的一切职务；1955年11月，把纳吉清除出党。当年秋天，纳吉秘密组织、团结了一批被批判和处理过的高级干部作为未来的班底：
- 洛松齐·盖佐，担任过新闻部副部长，已被清除出党。是纳吉最重要助手。
- 多纳特·费伦茨，曾任农业部副部长。已被清除出党。
- 瓦沙尔赫利·米克洛什，原党中央机关报《自由人民报》编辑。
- 吉梅什·米克洛什，党报编辑

1955年底和1956年初，纳吉先后写了《道德和伦理》、《论一种尊重人性的共产主义》、《当前的几个迫切问题》等文章。秘密印刷并向社会发布。

### 领导匈牙利革命
1956年10月匈牙利革命时他再度出任部长会议主席，试图推动自由化与退出华约的计划；但是苏联迅速调派红军长驱直进布达佩斯「平乱」，納吉试图尋求美国与其他西方国家的援助失败，與其追隨者進入南斯拉夫大使馆避难，11月22日離開南斯拉夫大使館，立即被捕，随即纳吉被押往罗马尼亚斯纳戈夫软禁，由苏联克格勃“反革命事务”顾问鲍里斯·舒米林主持审问。1957年1月，卡达尔政权派卡洛伊·久洛前往斯纳戈夫试图说服纳吉承认此前在匈牙利革命期间犯下错误，但遭纳吉拒绝。4月14日，纳吉被匈牙利和罗马尼亚安全机关正式逮捕，与其他人一同运回布达佩斯。納吉的支持者洛松齐·盖佐在监狱中等待审判期间发起绝食抗议，由于狱卒“无意中将喂食管插入气管”而死。1958年在秘密审判后纳吉以叛国罪之名被处決。
纳吉死后被草草掩埋，所葬之处更被苏联列为机密；直到1989年匈牙利民主化后，他才获重新安葬。納吉在匈牙利得到相當高的评价，被视为自由的先驱与英雄。

## 思想
纳吉的思想主要集中在他写作于1955年至1956年的政治论文中，也就是他第一次被开除党籍之后，这些论文被提交给了劳动人民党中央以及苏联驻匈大使馆的安德罗波夫。
纳吉在论文的前言中说：“马克思列宁主义理论教导我们，如果实践与生活抛弃了某种理论，那么对这种理论就应该重新考虑，实践是检验理论的标准，而不应该使生活服从于糟糕的理论。”
纳吉在《国际关系的五项基本原则和我们的外交政策问题》一文中表达了对和平共处五项原则的高度赞赏，并认为这五项原则不仅仅适用于不同社会制度国家之间，同样也适用于社会主义各国之间的关系，他对苏匈关系的见解是：“不仅西方列强应该把自由给予殖民地、半殖民地的国家，苏联本身也必须尊重人民民主国家的主权，包括匈牙利的主权。”
纳吉对匈牙利经济发展有自己独特的观点，他认为匈牙利应该实行苏联曾经实行过的新经济政策，即保护农民和小生产者的利益，并积极利用资本主义因素的市场建立社会主义的经济。在农业经济发达的匈牙利，应该将农业集体化和农业个体经济相结合，表现为在大力发展生产合作社经济的同时，同时注意保护中农和小农经济。

## 著作
纳吉《为了保卫匈牙利人民》1956，中文版1983人民出版社